# Les Deux Gentilshommes de Vérone
Les Deux Gentilshommes de Vérone (The Two Gentlemen of Verona) est une comédie de William Shakespeare qui date du début de sa carrière. Elle présente la liste de personnages la plus réduite de tout le canon shakespearien et c'est dans cette pièce que Shakespeare met pour la première fois en scène une jeune fille se déguisant en garçon.  
La pièce aborde les thèmes de l'amitié et de la fidélité, mais elle doit une grande partie de sa saveur comique au personnage du clown Lancelot, serviteur du changeant Protéo, et à son chien Crab « le plus bel exemple de cabotinage de tout le théâtre shakespearien » selon un critique. 

## Date et texte
La date à laquelle est créée la pièce est inconnue. Elle est mentionnée pour la première fois dans une liste des pièces de Shakespeare établie par Francis Mere dans un opuscule intitulé Palladis Tamia qui paraît en 1598, mais de nombreux auteurs pensent qu'elle date du début des années 1590. 
Une certaine « maladresse technique suggérant l'inexpérience » laisse à penser qu'il s'agit peut-être de la toute première pièce du poète. La dernière scène, dans laquelle l'amant constant fait brutalement cadeau de la femme aimée à celui qui a essayé de la violer en gage de réconciliation est souvent présentée comme preuve de l'inexpérience de l'auteur par ceux qui défendent la thèse d'une œuvre de jeunesse. La plus ancienne édition de la pièce date de 1623 lorsqu'elle paraît dans la première anthologie de l'œuvre de Shakespeare.

## Sources
L'intrigue est inspirée de « L'Histoire de Felix et de Felismena » parue dans Diana, recueil d'histoires de l'auteur portugais Jorge de Montemayor. Shakespeare pourrait en avoir lu une traduction mais on sait qu'une pièce (aujourd'hui disparue) basée sur cette même histoire a été jouée à Londres par la troupe de la reine (Queen Elizabeth's Men) en 1585, ainsi Les Deux Gentilshommes de Vérone peuvent n'être simplement qu'une adaptation de cette pièce.

## Résumé

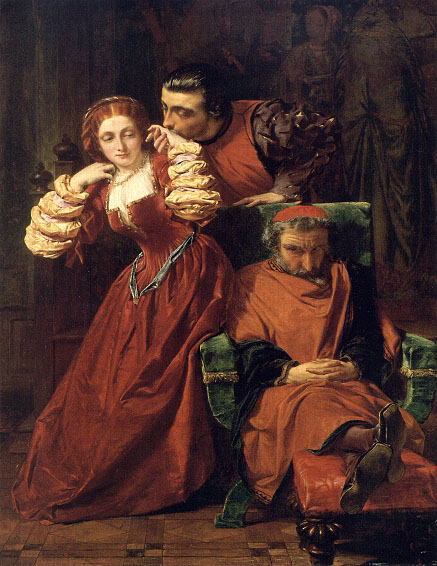
Valentin courtise Silvia malgré la présence du duc de Milan, Alfred Elmore, peintre victorien

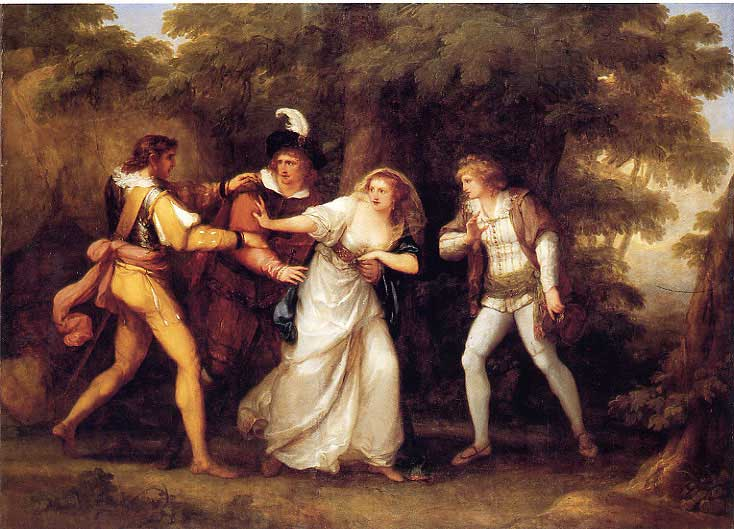
Valentin, Protéo, Sylvie
et Giulia dans la forêt
Angelica Kauffmann, 1788
Musée Davis, Wellesley College

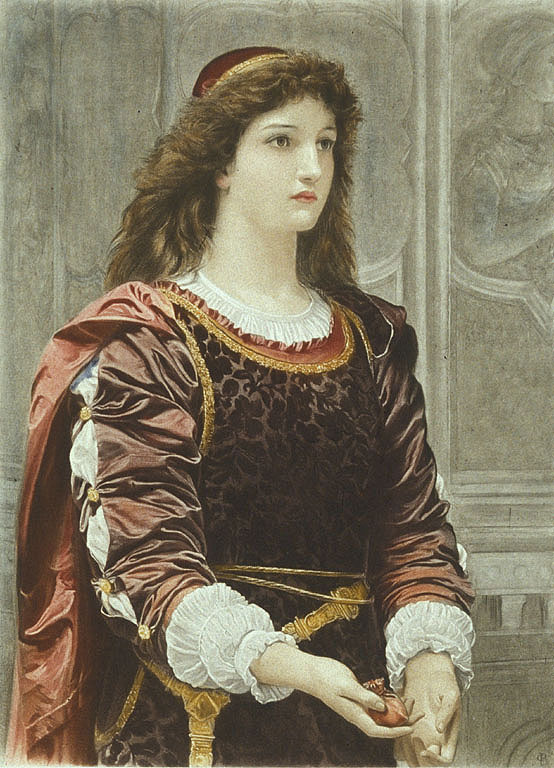
Silvia, lithographie du victorien Charles Edward Perugini (1839-1918)

Valentin et Protéo sont amis. Valentin veut voyager et voir le monde, Protéo, amoureux de Julia, refuse d'abord de l’accompagner. Mais le père de Protéo, qui souhaite que son fils acquière de l'expérience, l'envoie rejoindre Valentin à Milan. Julia et Protéo font des adieux déchirants. 
À Milan Valentin est tombé amoureux de Silvia. Par un étonnant revirement Protéo oublie Julia et tombe amoureux d'elle au point de calomnier son ami auprès du duc de Milan, le père de Silvia, qui bannit le malheureux. Valentin erre dans la forêt où il rencontre une troupe de gentilshommes bannis comme lui et devenus hors-la-loi. Ils lui proposent soit de mourir soit de devenir leur chef. 
Julia, sans nouvelles de Protéo et inquiète, prend l'habit de garçon et se rend à Milan. Là elle découvre son infortune et entre au service de Protéo comme page. En remettant une lettre à Silvia, elle apprend que celle-ci méprise Protéo et pleure la mort de Valentin (nouveau mensonge de Protéo). Julia est perplexe. Elle ne peut ni haïr l'homme qu'elle aime ni sa rivale innocente.  
Exaspéré par son dédain, Protéo essaie de violer Silvia dans la forêt mais Valentin intervient à temps pour la sauver. Il se fâche puis se réconcilie avec Protéo, allant jusqu'à lui offrir Silvia en gage d'amitié. La malheureuse Julia en perd connaissance ; son identité est révélée et cette découverte rallume soudain la flamme de Protéo. Chacun retrouve sa chacune, les hors-la-loi sont graciés et tout le monde retourne joyeusement à Milan.

## Personnages
- Le duc de Milan, père de Silvia ;
- Valentin, jeune gentilhomme ;
- Protéo, ami de Valentin ;
- Silvia, amante de Valentin ;
- Julia, amante de Protéo ;
- Lucetta, servante de Julia ;
- Antonio, père de Protéo ;
- Thurio, rival ridicule de Valentin ;
- Eglamour, aide Silvia à s’enfuir ;
- Speed, valet burlesque de Valentin ;
- Lancelot, serviteur burlesque de Protéo ;
- Panthino, serviteur d’Antonio
- L'aubergiste qui accueille Julia à Milan ;
- Une bande de hors-la-loi réfugiés dans la forêt ;
- Divers serviteurs, musiciens etc.

## Réception critique
René Girard voit dans la passion extravagante et inexplicable de Protéo pour Silvia une manifestation du « désir mimétique ».